# Wahlbezirk Schlesien 7
Der Wahlbezirk Schlesien 7 war ein Wahlkreis für die Wahlen zum Abgeordnetenhaus im österreichischen Kronland Schlesien. Der Wahlbezirk wurde 1907 mit der Einführung der Reichsratswahlordnung geschaffen und bestand bis zum Zusammenbruch der Habsburgermonarchie.

## Geschichte
Nachdem der Reichsrat im Herbst 1906 das allgemeine, gleiche, geheime und direkte Männerwahlrecht beschlossen hatte, wurde mit 26. Jänner 1907 die große Wahlrechtsreform durch Sanktionierung von Kaiser Franz Joseph I. gültig. Mit der neuen Reichsratswahlordnung schuf man insgesamt 416 Wahlbezirke, wobei mit Ausnahme Galiziens in jedem Wahlbezirk ein Abgeordneter im Zuge der Reichsratswahl gewählt wurde. Der Abgeordnete musste sich dabei im ersten Wahlgang oder in einer Stichwahl mit absoluter Mehrheit durchsetzen. Der Wahlkreis Schlesien 7 umfasste die Gerichtsbezirke Jauernig, Weidenau und Freiwaldau.
Aus der Reichsratswahl 1907 ging der Agrarier August Kaiser als Sieger hervor. Kaiser verstarb jedoch bereits 1908 und wurde in Folge der Nachwahlen vom Sozialdemokraten Rudolf Müller abgelöst. In der Reichsratswahl 1911 wurde Müller von Ferdinand Seidl geschlagen, der im Jahr 1915 im Ersten Weltkrieg fiel.

## Wahlergebnisse

### Reichsratswahl 1907
Die Reichsratswahl 1907 wurde am 14. Mai 1907 (erster Wahlgang) durchgeführt. Die Stichwahl entfiel auf Grund der absoluten Mehrheit für Petr Cingr im ersten Wahlgang.
| Kandidat                                                                    | Partei                             | Wahlkreisstimmen | Prozent |
| --------------------------------------------------------------------------- | ---------------------------------- | ---------------- | ------- |
| August Kaiser                                                               | Deutsche Volkspartei               | 5423             | 61,5 %  |
| Johann Trenka                                                               | Sozialdemokratische Arbeiterpartei | 3395             | 38,5 %  |
|                                                                             | Sonstige Parteien                  | 139              | 1,6 %   |
| Wahlberechtigte: 9422, Ungültige/Leere Stimmen: 87, Wahlbeteiligung: 96,0 % |                                    |                  |         |

### Reichsratsergänzungswahl 1908
Die Reichsratsergänzungswahl 1908 wurde nach dem Tod von August Kaiser am 8. Juli 1908 (erster Wahlgang) sowie am 14. Juli 1908 (Stichwahl) durchgeführt.

#### Erster Wahlgang
| Kandidat                                                              | Partei                             | Wahlkreisstimmen | Prozent |
| --------------------------------------------------------------------- | ---------------------------------- | ---------------- | ------- |
| Friedrich Schenkenbach                                                | Deutscher Agrarier                 | 3488             | 39,1 %  |
| Rudolf Müller                                                         | Sozialdemokratische Arbeiterpartei | 3464             | 38,8 %  |
| Baron Grimmenstein                                                    | Christlichsoziale Partei           | 1977             | 22,1 %  |
| Wahlberechtigte: 9197, Ungültige/Leere Stimmen: ?, Wahlbeteiligung: ? |                                    |                  |         |

#### Stichwahl
| Kandidat                                                              | Partei                             | Wahlkreisstimmen | Prozent |
| --------------------------------------------------------------------- | ---------------------------------- | ---------------- | ------- |
| Rudolf Müller                                                         | Sozialdemokratische Arbeiterpartei | 4502             | 51,5 %  |
| Friedrich Schenkenbach                                                | Deutscher Agrarier                 | 4238             | 48,5 %  |
| Wahlberechtigte: 9197, Ungültige/Leere Stimmen: ?, Wahlbeteiligung: ? |                                    |                  |         |

### Reichsratswahl 1911
Die Reichsratswahl 1911 wurde am 13. Juni 1911 (erster Wahlgang) sowie am 20. Juni 1911 (Stichwahl) durchgeführt.

#### Erster Wahlgang
| Kandidat                                                                     | Partei                             | Wahlkreisstimmen | Prozent |
| ---------------------------------------------------------------------------- | ---------------------------------- | ---------------- | ------- |
| Rudolf Müller                                                                | Sozialdemokratische Arbeiterpartei | 3714             | %       |
| Ferdinand Seidl                                                              | Deutsche Arbeiterpartei            | 2690             | %       |
| Josef Peschke                                                                | Christlichsoziale Partei           | 2364             | %       |
|                                                                              | Sonstige Parteien                  | 24               | %       |
| Wahlberechtigte: 9422, Ungültige/Leere Stimmen: 215, Wahlbeteiligung: 95,6 % |                                    |                  |         |

#### Stichwahl
| Kandidat                                                               | Partei                             | Wahlkreisstimmen | Prozent |
| ---------------------------------------------------------------------- | ---------------------------------- | ---------------- | ------- |
| Ferdinand Seidl                                                        | Deutsche Arbeiterpartei            | 4603             | %       |
| Rudolf Müller                                                          | Sozialdemokratische Arbeiterpartei | 4060             | %       |
| Wahlberechtigte: 9422, Ungültige Stimmen: 365, Wahlbeteiligung: 95,8 % |                                    |                  |         |